# Cab Calloway
Cab Calloway (Rochester, New York, 25 december 1907 – Hockessin, 18 november 1994) was een Amerikaanse jazzzanger en bigbandleider. Hij stond bekend om zijn excentrieke manier van zingen en werd ook wel de Hi-De-Ho man genoemd. Hij had zijn grootste successen in de jaren dertig en veertig. Bekende hits zijn 'Minnie the Moocher' en 'Lady with the fan'.

## Biografie
Calloway werd geboren in Rochester. Op zijn elfde verhuisde hij met zijn ouders naar West-Baltimore. Nadat hij in deze stad als tiener al muziekles had gekregen, ontwikkelde hij zich verder op de Frederick Douglass High School. De lessen waren niet zozeer op jazz gericht, maar Calloway vertelde later dat hij hier alle benodigde handvatten had gekregen voor het bereiken en volhouden van een carrière.
In de jaren dertig en veertig kreeg hij groot succes als zanger. Ook maakte hij carrière in animatiefilms. Korte animatiefilms werden in Amerikaanse bioscopen vaak vertoond als voorprogramma voor het begin van de hoofdfilm. In de hoogtijdagen waarin animatiefilm opkwam (de jaren dertig) verzorgde Calloway met zijn bigband de muzikale ondersteuning bij de populaire animatiefilms met als hoofdpersoon Betty Boop. Zijn naam is terug te vinden op de titelrol van veel films uit deze serie.
In 1980 kwam Calloway opnieuw in de belangstelling door zijn optreden als Curtis in de muziekfilm The Blues Brothers. In die film voerde hij Minnie the Moocher uit.
In april 2009 bracht de Amerikaanse bigband "Big Bad Voodoo Daddy" een Cab Calloway-tributealbum uit getiteld How Big Can You Get?.
In de film Sing 2 komt het personage Clay Calloway voor, het is bekend dat dit personage gebaseerd is op Cab Calloway.